# Wybory parlamentarne w Australii w 1901 roku
Wybory parlamentarne w Australii w 1901 roku odbyły się w dniach 29-30 marca i były pierwszymi w historii tego państwa wyborami federalnymi. Związek Australijski - w którego skład weszło sześć niezależnych dotąd kolonii brytyjskich - powstał 1 stycznia 1901 roku. Przez pierwsze trzy miesiące nie posiadał parlamentu, zaś rolę władz federalnych tymczasowo sprawował pozaparlamentarny gabinet Edmunda Bartona, powołany w grudniu 1900 roku przez gubernatora generalnego i tworzony przez polityków Partii Protekcjonistycznej.
W wyborach obsadzono wszystkich 75 mandatów w Izbie Reprezentantów i 36 miejsc w Senacie. W obu izbach zastosowano ordynację większościową. W przypadku Senatu każdy ze stanów tworzył jeden, wielomandatowy okręg wyborczy. Do Izby Reprezentantów Tasmania i Australia Południowa zastosowały u siebie taki sam system, zaś władze pozostałych stanów zadecydowały o zastosowaniu jednomandatowych okręgów wyborczych.
Wybory wyłoniły parlament zdominowany przez trzy partie, z których żadna nie miała jednak większości. Ostatecznie u władzy pozostała zwycięska w wyborach Partia Protekcjonistyczna, zaś mniejszościowym gabinetem nadal kierował Barton.

## Wyniki

### Izba Reprezentantów
Australijska Partia Pracy: 14 
     niezrzeszeni: 2 
     Partia Protekcjonistyczna: 31 
     Partia Wolnego Handlu: 28 
Frekwencja: 56,68% 
| Partia                    | %     | mandaty |
| ------------------------- | ----- | ------- |
| Partia Protekcjonistyczna | 36,75 | 31      |
| Partia Wolnego Handlu     | 30,03 | 28      |
| Australijska Partia Pracy | 15,76 | 14      |
| niezależni                | 1,66  | 2       |

źródło: 

## Wyniki z podziałem na okręgi

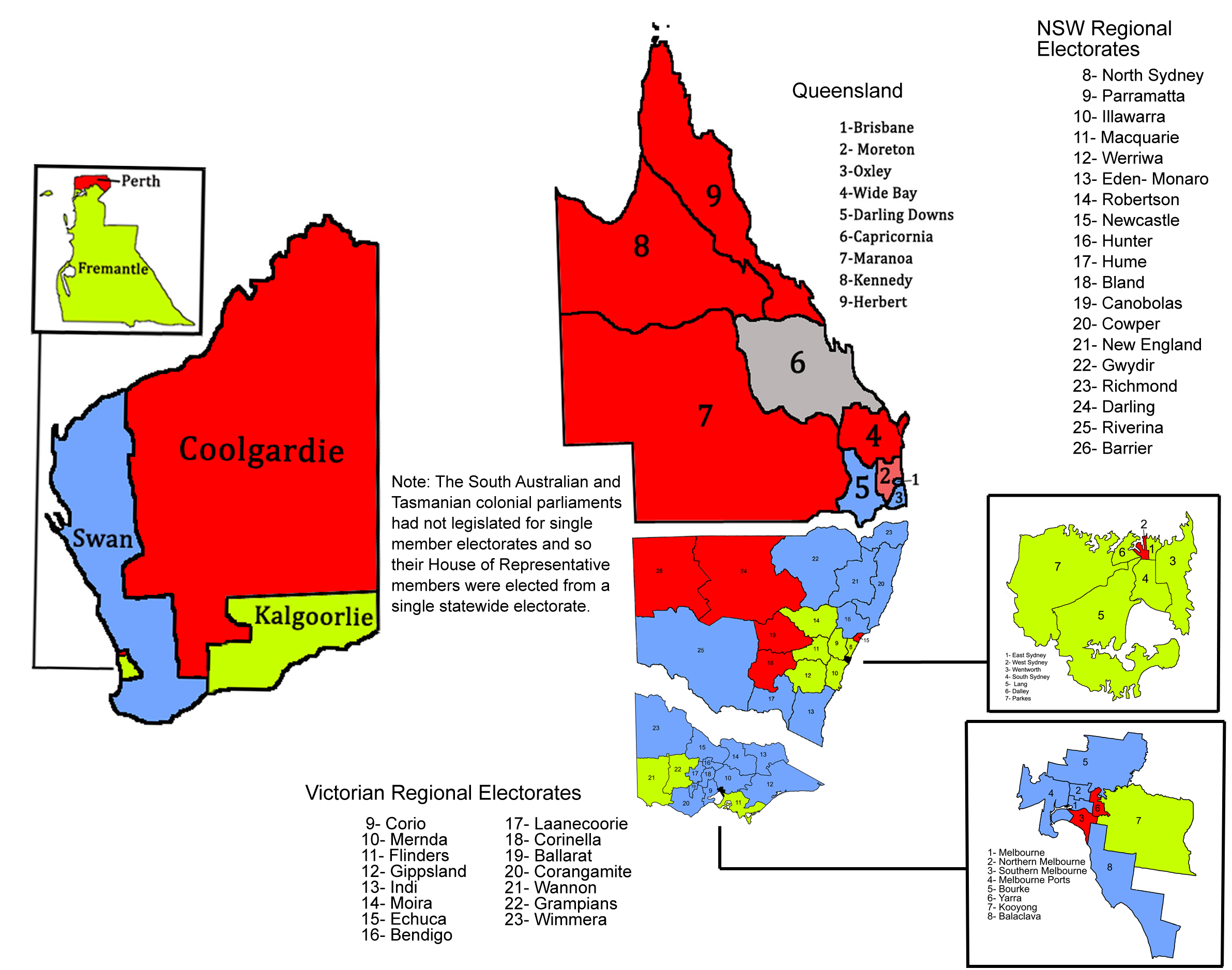
Wyniki w poszczególnych okręgach wyborczych do Izby Reprezentantów. Klucz kolorystyczny partii taki sam jak na wykresach powyżej.

### Senat
Australijska Partia Pracy: 8 
     Partia Protekcjonistyczna: 11 
     Partia Wolnego Handlu: 17 
| Partia                    | %     | mandaty |
| ------------------------- | ----- | ------- |
| Partia Protekcjonistyczna | 44,86 | 11      |
| Partia Wolnego Handlu     | 39,44 | 17      |
| Australijska Partia Pracy | 13,50 | 8       |

źródło:

Australijska Partia Pracy jako ugrupowanie federalne została formalnie utworzona dopiero po wyborach. Każda ze stanowych Partii Pracy, które powołały potem ALP, startowała jako odrębny komitet.